# ハン・ソロ/スター・ウォーズ・ストーリー
『ハン・ソロ／スター・ウォーズ・ストーリー』（原題：Solo: A Star Wars Story）は、2018年のアメリカのSFアクション映画。監督はロン・ハワードが務め、オールデン・エアエンライク、ウディ・ハレルソン、エミリア・クラーク、ドナルド・グローヴァー、タンディ・ニュートンが出演している。「スター・ウォーズ」シリーズのスピンオフ作品「アンソロジー・シリーズ」の第2作で、『スター・ウォーズ エピソード4/新たなる希望』の10 - 13年前を舞台とする。映画のテーマはスペース・ウェスタンであり、過去のシリーズでハリソン・フォードが演じたアウトローな密輸業者ハン・ソロの若かりし頃が明らかになり、彼の愛機ミレニアム・ファルコンとその所有者ランド・カルリジアン、相棒チューバッカとの初めての出会いが描かれる。

## ストーリー
遠い昔、はるか彼方の銀河系で...
惑星コレリアでギャングの下っ端として暮らす孤児のハンとキーラはハイパー燃料であるコアクシウムを賄賂に使ってコレリアを脱出しようと試みるが、出国ゲートでキーラは捕まってしまう。ハンはパイロットになってコレリアに戻りキーラを救い出す事を誓った。パイロットになるため帝国軍へ志願したハンに、徴兵官は家族のいない一匹狼"ソロ"という名字を与えた。
3年後、ハンは命令不服従で帝国飛行学校を退学になり、惑星ミンバンの機甲師団でいち歩兵として泥沼の戦争に明け暮れていた。ふとしたことからハンは上官のトバイアス・ベケット大尉達が兵士に変装したギャングである事に気付く。ハンは現在の境遇を抜け出すために自分も仲間に入れるようベケット達を恐喝したが、逆に脱走兵だと告発されて牢屋に放り込まれてしまう。入れられた牢でウーキー族のチューバッカに会ったハンは片言のウーキー語でなんとか意思疎通し、チューバッカと共謀して脱走に成功する。脱出した二人を見たベケットはハン達を仲間に加え、惑星ヴァンドアで大量のコアクシウムを盗む手伝いをさせる。だがエンフィス・ネスト率いる盗賊団「クラウド・ライダーズ」の妨害にあって仲間たちを失った上、コアクシウム強奪に失敗してしまう。
ベケットは巨大な犯罪シンジケート、クリムゾン・ドーンのボスのドライデン・ヴォスの命令でコアクシウムを盗もうとしたと話す。任務失敗の弁明のためベケット、チューバッカ、ハンはヴォスのヨットに赴き、ハンはヴォスの右腕となっていたキーラと再会する。ヴォスはコアクシウム強奪に失敗した三人を処刑しようとするが、ハンは惑星ケッセルから未精製のコアクシウムを盗む計画を提案し、それを認めたヴォスは条件として三人にキーラを同行させる。キーラは任務に必要な高速宇宙船を調達するため一行を貨物船ミレニアム・ファルコンを所有する密輸業者ランド・カルリジアンのもとに連れて行く。ハンはファルコンを賭けてランドにサバックの勝負を挑むが、ランドのイカサマに引っ掛かり負けてしまう。結局キーラの交渉でランドは分け前と引き換えに強奪作戦に参加する事になる。ランドと彼の相棒のドロイドL3-37を加えた一行はファルコンに乗ってケッセルへと向かう。
ケッセルに到着した一行はVIPを装って鉱山に侵入し、L3の扇動で鉱山のドロイドや労働者の大反乱を起こす。チューバッカは労働に従事させられるウーキー達を見つけ混乱の中で解放するが、彼らの誘いを断ってハンのもとに戻る。混乱の中でハン達はなんとかコアクシウムを確保するが、被弾したL3は甚大な損傷を負ってしまう。精製前の不安定なコアクシウムを載せ帰路を急ぐハン達だが、不安定な宙域の中で帝国軍の攻撃を受け追い詰められる。L3をファルコンに接続することで彼女の航路データを船と一体化させると、ハンはチューバッカと共にファルコンを巧みに操縦して追撃を振り切り、わずか12パーセクでケッセル宙域を突破する。ファルコンは損傷を受けながらもコアクシウムの爆発する前になんとか精製施設のある惑星サヴァリーンに着陸する。
コアクシウムを精製し爆発の危険から逃れたハン達だが、ヴァンドアから追って来たエンフィス・ネストらが彼らの前に立ちふさがり、危険を感じたランドは一行を見捨て、ファルコンで逃走してしまう。エンフィス・ネストはハンに、自分たちは犯罪集団ではなく、帝国と犯罪シンジケートに対抗する反乱軍であると語る。エンフィス・ネストに共感したハンは彼女に協力してヴォスに偽物のコアクシウムを渡そうと画策するが、ハンを裏切ったベケットはこれをヴォスに密告する。密告を受けたヴォスはエンフィス・ネストらクラウド・ライダースを殺そうと手下を送り込むが、それはハンの策略だった。待ち伏せしていたクラウド・ライダーズの逆襲でヴォスの手下は全滅し、状況は一転する。状況の変化を見て取ったベケットはヴォスを裏切り、チューバッカを人質にしてコアクシウムを持ち去る。残されたハンとヴォスは激しく戦うが、キーラの裏切りによってヴォスを倒すことに成功する。キーラはハンに愛を告げたものの組織を抜けることはできないと悟り、彼を守るため組織の本当の首領であるシスのダース・モール卿にハンの事を隠して報告する。ベケットにヴォスが殺されたというキーラの言葉を受けたモールはダソミアに会いに来るようキーラに命じる。
先回りしたハンはベケットを待ち受け、一瞬の早撃ちでベケットに勝利する。ベケットは迷わず引き金を引いたハンを称賛し、かつて仲間に語った故郷へ戻りヴァラコードの弾き方を学びたいという夢は真実であったと告げ、息絶える。キーラの乗ったヨットが去って行く様を見たハンは過去と決別し、二人はコアクシウムをエンフィス・ネストに渡す。エンフィス・ネストは彼に反乱軍への参加を誘うがハンはそれを断り、そんなハンにエンフィス・ネストは餞別として一瓶のコアクシウムを渡す。ハンとチューバッカはランドのもとを訪れると、再びファルコンを賭けたサバックの勝負を挑む、ランドのイカサマを逆手に取って勝利したハンは見事ファルコンを手に入れる。念願の操縦席に座ったハンはベケットの言い残した犯罪王が仕事を用意していると言う惑星タトゥイーンに向かうことを決め、ファルコンはハイパースペースへとジャンプする。

## キャスト
※括弧内は日本語吹き替え
- ハン・ソロ - オールデン・エアエンライク[10]（前野智昭[11]）
- チューバッカ - ヨーナス・スオタモ[10]
- トバイアス・ベケット（英語版） - ウディ・ハレルソン[10]（ふくまつ進紗[11]）
- キーラ（英語版） - エミリア・クラーク[10]（山根舞[11]）
- ランド・カルリジアン - ドナルド・グローヴァー[10]（綱島郷太郎[11]）
- ヴァル - タンディ・ニュートン[10]（山像かおり）
- L3-37 - フィービー・ウォーラー＝ブリッジ[10]（浅野まゆみ[11]）
- ドライデン・ヴォス - ポール・ベタニー[10]（土田大[11]）
- リオ・デュラント（声） - ジョン・ファヴロー[12]（後藤光祐）
- エンフィス・ネスト - エリン・ケリーマン（清水理沙）
- レディ・プロキシマ（声） - リンダ・ハント（京田尚子）
- リボルト - イアン・ケニー
- コルソ - ジョン・チュイ
- 帝国移民管理官（ファルシナ・シャレスト） - アンナ・フランコリーニ
- 帝国新兵徴募将校（ドロード・マンブリン） - アンドリュー・ウッドール
- ウィーゼル - ワーウィック・デイヴィス
- 帝国軍マッドトルーパー - シャキール・アリ＝イェブア
- 帝国軍マッドトルーパー - エブン・フィゲレイト
- 帝国軍マッドトルーパー - アーロン・ヘファーマン
- ミンバンの中尉（ボランディン） - ハル・ファウラー
- ミンバン・ガード - ダミアン・ファレル
- マーゴ - シャーロット・ルイス
- 歌姫（オーロディア・ヴェンタフォリ） - セマ＝タウィ・スマート
- ララキリ - クリント・ハワード
- クエイ・トルサイト - ディー・テイルズ
- サグワ - アッティラ・バジダ
- タック - アンソニー・ダニエルズ
- カージ - キラン・シャー（英語版）
- 熱心なスクラムラット - フレイザー・ケリー
- レクシ - リリー・ニューマーク
- 武器検査の用心棒 - ジェイソン・ウォン
- 女性の客 - アリス・ヘウキン
- オッティリー - サマンサ・コリー
- 帝国からの客 - ロバート・モーガン
- 領域の総督（ダイルズ・アネヴィ） - マイルズ・リチャードソン
- 宇宙港にいた父親 - サミー・ヘイマン
- 宇宙港にいた母親 - ロナ・モリソン
- 帝国書記官 - デンプシー・ボベル
- サヴァリーンの空中交通管制官 - ジョセフ・チャールズ
- リオとプロキシマの先導演技 - デイヴ・チャップマン
- リオ・デュラントの演技 - ケイティ・カートホイール
- モロックの演技 - ハーレー・ダースト
- モロック（声） - アンドリュー・ジャック
- モール（演） - レイ・パーク（声） - サム・ウィットワー（山路和弘）
- タグ&ビンク - ジョナサン・カスダン（英語版）、トビー・ヘファーマン[13]： 登場シーンは最終的にカットされた[14][15]。
- 日本語吹き替え版でのカメオ出演 - 市川海老蔵[16]、及川光博[16]、野口聡一（宇宙飛行士）[16]、ハマ・オカモト（OKAMOTO'S）[16]、亜生（ミキ）[16]

## 製作

### 企画
2013年2月、ウォルト・ディズニー・カンパニーCEOのロバート・A・アイガーは2本の『スター・ウォーズシリーズ』外伝映画の製作を確認し、それぞれローレンス・カスダンとサイモン・キンバーグに脚本の執筆を依頼した。それから間もなく、「ディズニーがハン・ソロとボバ・フェットを題材にした映画を2作企画している」という情報が流れた。ディズニーCFOのジェームズ・ラズロは、この2作品を「オリジン・ストーリー」と表現している。
2015年4月にルーカスフィルムとキャスリーン・ケネディは、スピンオフ2作品の名称が「アンソロジー・シリーズ」になることを発表した。同年7月、ルーカスフィルムは「アンソロジー・シリーズ」の題材について、「ハン・ソロがどのように密輸業を営み、オビ＝ワン・ケノービとルーク・スカイウォーカーが出会った悪党になったのかを描く」と述べ、2018年5月25日公開を予定していることを発表した。映画の時代設定について、ローレンス・カスダンは「『新たなる希望』の10年前か、それよりも少し早い時期」と述べている。ケネディ、アリソン・シェアマー、サイモン・エマニュエル、ジェイソン・マクガトリンは製作として参加し、この他に脚本としてローレンス・カスダンとジョナサン・カスダン、監督として『LEGO ムービー』などのフィル・ロード&クリス・ミラーが参加。当初チューバッカも映画に登場することが発表され、2016年5月にはローレンス・カスダンが2017年1月に撮影が開始されることを発表した。2017年6月23日にロン・ハワードが新しく監督を務めることが発表され、10月17日にはタイトルが「Solo: A Star Wars Story」となることが発表された。音楽はジョン・パウエルが担当するが、メインテーマのみジョン・ウィリアムズが参加している。また、VFXエフェクトチームに、日本人技師の渡辺潤が参加している。製作費は、『スター・ウォーズ/フォースの覚醒』を超える2億5000万ドル以上だと報じられた。

### キャスティング
2016年1月、ハン・ソロの俳優候補としてマイルズ・テラー、アンセル・エルゴート、デイヴ・フランコ、ジャック・レイナー、スコット・イーストウッド、ローガン・ラーマン、エモリー・コーエン、ブレイク・ジェンナーの名前が挙がった。同年3月に候補者リストの上位にオールデン・エアエンライク、レイナー、タロン・エジャトンがいることが報告され、5月にエアエンライクがハン・ソロ役に選ばれたことが確認され、2か月後に開催されたスター・ウォーズ セレブレーション ヨーロッパIIIで発表された。ミラーはエアエンライクについて、「3,000人以上の選考によって選ばれた俳優」と述べ、「キャスティングの困難さでは史上空前」の一つだったとした。
ヒロイン役にはテッサ・トンプソン、ナオミ・スコット、ゾーイ・クラヴィッツ、エミリア・クラーク、カーシー・クレモンス、ジェシカ・ヘンウィック、エイドリア・アージョナが候補に挙がっており、ランド役にはドナルド・グローヴァーが検討されていた。間もなく、グローヴァーは正式にカルリジアン役に起用され、ヒロイン役にはクラークが選ばれた。
2017年1月上旬、ウディ・ハレルソンがハン・ソロの師役として出演交渉中であることが報じられ、間もなく出演が決まったことが確認された。彼の演じる役については、レジェンズ（非正史）に登場するハン・ソロの育ての親「ギャリス・シュライク」だという憶測が流れた。しかし、2017年3月にハレルソンは演じる役の名前が「トバイアス・ベケット」であると公表した。
2017年3月、フィービー・ウォーラー＝ブリッジが起用されたことが判明し、役柄は『ローグ・ワン/スター・ウォーズ・ストーリー』でアラン・テュディックが演じたK-2SOのようなCGキャラクターになると発表された。また、タンディ・ニュートンが出演交渉中であることも判明した。2人の起用は2月末までに決定し、チューバッカ役にはピーター・メイヒューから役を引き継いだヨーナス・スオタモが起用された。3月上旬にマイケル・ケネス・ウィリアムズが出演交渉に入り、半人半獣のクリーチャー役として出演することが決定した。7月末には、ワーウィック・デイヴィスが出演することが確認された。

### 撮影
2017年1月30日、「スター・ウォーズ: レッド・カップ」の仮題が付けられた本作の撮影がパインウッド・スタジオで開始された。ルーカスフィルムからは、2月20日から主要撮影が開始されると発表があり、撮影監督としてブラッドフォード・ヤングが参加している。5月からカナリア諸島で撮影が始まり、同時に編集担当がクリス・ディケンズからピエトロ・スカリアに交代した。
撮影終盤の2017年6月20日、ルーカスフィルムは「創作面での意見の相違」によりロードとミラーが監督を降板したことを発表し、後任の監督については「すぐに発表される」とコメントした。なお、2人の名は「製作総指揮」としてクレジットされる。
後任の監督にはロン・ハワードとジョー・ジョンストンが候補に挙がり、他にローレンス・カスダンが監督を兼任するという憶測もあった。しかし、「同じ撮影チーム内で監督を交代することを禁止する」という規則を全米監督協会が定めているため、彼が監督に就任する可能性は低いとされた。2日後には、ハワードが監督として残りの撮影を引き継ぐことが確認された。ハワードは監督を務めることについて、「スター・ウォーズ・ユニバースに私の声を加えてもらえることに感謝しています。これまでになされた素晴らしい仕事に敬意を払うとともに、期待通りのハン・ソロ映画を完成させるお手伝いができればと思います」とコメントしている。ハワードは6月26日から撮影に参加する予定となっており、その間にウィリアムズは『レッド・シー・ダイビング・リポート』の撮影でアフリカに行ってしまい、再撮影に参加できなくなってしまう。ウィリアムズは再撮影を希望していたが、同作の撮影の都合で11月下旬までアフリカを離れることができず、本作の公開予定日に支障が出ることから役を降板した。後任としてポール・ベタニーが出演することになったが、役柄は半人半獣のクリーチャーから人間に変更された。ロン・ハワードはフィル・ロード＆クリス・ミラーが撮影した分の85％を撮り直し（第二班分含む）、WSJによれば全体の70%を新たに撮影したとのこと。ハワードはオリジナル三部作の精神への回帰、フィル・ロード＆クリス・ミラーは『ガーディアンズ・オブ・ギャラクシー』的新しさを目指していた模様。

## 評価
Rotten Tomatoesでは評論家スコアは72%で観客スコアでは63%となった。全米興行収入は公開3日間で8330万ドルとなり、ディズニーが予測していた1億3,000万 - 1億5,000万ドルを大幅に下回る結果となった。興収の不調はウォルト・ディズニー社の米株式市場の反落に影響した。不調の原因として『スター・ウォーズ/最後のジェダイ』公開から5ヶ月しか経っていないこと、『最後のジェダイ』の作風への反発、相次ぐスター・ウォーズに対する「ブランド疲れ」などが指摘されている。ディズニーの配給責任者を務めるデイブ・ホリスはThe Hollywood Reporterに対し、「この結果を理解するためには、やらなければいけないことがたくさんあります」とコメントした。
2020年12月、Disney+向けのランド・カルリジアンを主役にしたドラマシリーズが発表された。2022年5月、キャスリーン・ケネディは、シリーズはまだ開発中であり、ドナルド・グローヴァーと話し合っていると述べた。2022年12月、ロン・ハワードは、ルーカスフィルムが『ハン・ソロ/スター・ウォーズ・ストーリー』の続編の計画を持っていないと語った。